# Strade provinciali della provincia di Matera
Questo è un elenco delle strade provinciali presenti sul territorio della provincia di Matera e di competenza della provincia stessa:
Strade provinciali con nome
- SP Accettura-Pietrapertosa
- SP Accettura-Gallipoli (collega Accettura a Località Palazzo, sede del Parco regionale di Gallipoli Cognato Piccole Dolomiti Lucane)
- SP Aliano-Alianello
- SP Calciano-Scalo Grassano
- SP Colobraro-Ginosa
- SP Craco-Gannano
- SP 154 degli Aranceti di Tursi: collega la SS 653 con Tursi
- SP della Rabatana di Tursi: collega Gannano con Tursi
- SP del Molino: collega Grassano con SP Giardini di Grassano
- SP Ferrandina-Macchia
- SP fondo valle torrente Bilioso: collega la SP 209 con la SP Matera Grassano
- SP Fratta: collega la SS 598 con Scanzano Jonico passando da Montalbano Jonico
- SP Giardini di Grassano: collega SP del Molino con SS 277
- SP Matera-Grassano
- SP Matera-Gravina in Puglia
- SP Matera-Montescaglioso
- SP Messapica: collega SS 7 con confine provincia di Taranto
- SP Montescaglioso-Metaponto
- SP Montescaglioso-Montescaglioso Scalo
- SP Montescaglioso-Ginosa
- SP Nova Siri
- SP Nova Siri-Rotondella
- SP Oliveto Lucano: collega SS 277 con Oliveto Lucano
- SP Pisticci-San Basilio
- SP Pomarico-Pisticci Scalo
- SP Pozzitello-San Basilio
- SP sinistra Bradano: collega la SP ex SS 175 con la provincia di Taranto
- SP della Trisaia: collega Rotondella alla SS 106
- SP Val d'Agri
- SP Val Fosso Acqua di Lupo-Basentello[2]

SP 1 - SP 211
- Strada provinciale 3 :collega Matera a Metaponto
- Strada provinciale 6 : prosegue con la Strada Provinciale 53 Barese collegando Matera a Gravina in Puglia
- Strada provinciale 41 "Variante" : collega Tursi a Policoro passando per Anglona
- Strada provinciale 103:
- Strada provinciale 154: collega la SS 653 con la SS 598 passando da Colobraro e Tursi
- Strada provinciale 176:
- Strada provinciale 209: collega la SS 96 bis con la SS 7 passando da Irsina
- Strada provinciale 211: collega la SS 175 con la SP 154

SP ex SS
- Strada provinciale ex SS 7:
- Strada provinciale ex SS 104: collega Sapri a Nova Siri
- Strada provinciale ex SS 175: collega Matera alla Stazione di Metaponto
- Strada provinciale ex SS 380: